# オトッキー
『オトッキー』は、1987年3月27日に発売されたディスクシステム用の横スクロールのシューティングゲームである。
セディックにより開発され、アスキーから発売された。開発にはのちにニューメディアアートの第一人者となる岩井俊雄、現株式会社ポケモン社長の石原恒和が関わっている。キャンペーンガールには、当時のアイドル小沢なつきが起用されている。

## 概要
STGの内容としてはオーソドックスなものであるが、8方向に撃てるショットの音に音階を持たせてあるのが特徴である。当時としては前衛的であるが、音楽ゲームとしての要素を含めたシューティングゲーム（代表作で言えば『Rez』等）の原点ともいえるものである。

## ゲーム内容
ゲームには3つのモードがある。
GAME MODE
通常のモード。音符を獲得したり敵を攻撃したりしてステージを進めていくモード。
B.G.M MODE
既にクリアしたステージをプレーし、音楽を楽しむだけのモード（敵と思われる球体に触れてもダメージを受けない）。
MUSIC MAKER
後半ステージまで到達しないと選択できないモード。ステージ自体はB.G.Mモードと変わらないが（但し通常のBGMは流れない）、プレー中にボタンを操作してメロディを記録するモードと、EDITモードで編集できるモードの2種類がある。ここで作成した曲はBGMとしても使用できる。
ショットは、メインとなるヨーヨーのように放って戻るAショット（ミュージックボール：音符を取ったり敵を攻撃できる）と、特殊ショットゲージを消費して放つBショット（敵を攻撃するのみ）の2つ。Aショットは8方向に放つことができる。AショットはAアイテムを入手することで楽器が変化し（ステージによって楽器が異なる）、ショット音と飛距離が変化するようになる。同様にBアイテムを取る事により、Bショットの性能やSEも変化する。
ゲームの進行については、ステージ中に散らばっている音符（八分音符1つで1オンプル、2連符で2オンプル、3連符で5オンプルとし、10オンプルで1ゲージとする）を5ゲージ分まで集めることでボス戦へ。ボスである巨大音符（サウンドモニュメント）にできた穴に音符をショットで入れて、5ゲージ分全部消費できればクリアとなる。
アイテムは前述のAアイテムやBアイテムの他、動きが速くなったり遅くなったりするアイテムや、直前までに放ったミュージックボールの挙動を再現するRECアイテムやスクロール及び自分以外のキャラクターが一定時間停止するSTOPアイテムもある。
敵は様々な動きをするが、大別すると4通りある。スクロールの進み具合に関係なく出現するタイプ、一切動かないタイプ、地形などに依存して移動するタイプ（音符を取ってループすると、その音符の動きに沿って移動する敵に変わる）、音符マークのブロックを撃つと出現するタイプがある。サウンドモニュメントでは音符を撃った穴から敵が4匹（ある程度ステージが進むと8匹）湧出する。
敵に触れるとダメージを受け、同時にミュージックボールが縮小し、直前に獲得した音符も吸い取られる。最小の状態で敵に触れるとゲームオーバーになる（但し、コンティニュー機能で復活できる）。
また、一定スコアに達するとミュージッくん楽団（特定のステージでは固定で出現する）が出現し、取るとダメージを受けて縮小したミュージックボールが1段階大きくなる。
ステージは全部で11。ステージ後半は難易度が高く、最終面は音符が隠されている（他の面は音符が見えているか、音符マークを撃つと出現）。また、前半では取得できるオンプルに余裕があるが、ステージ9や11はオンプル数きっかり取得しないと、サウンドモニュメントに突入できない数量に制限されている。

## 登場する楽器・音源
- オルガン(ORGAN) - 3タイプのバリエーションがあり、ステージでのデフォルトは1タイプである。
- 電子ピアノ(EPIANO) - 2タイプのバリエーション(EPIAN2)がある。
- クラビネット(CLAVI)
- ビオラ(VIOLA) - 2タイプのバリエーションがある。
- 木琴(MOKKIN)
- ブラス(BRASS)
- オーボエ(OBOE) - 2タイプのバリエーションがある。
- ピアノ(PIANO)
- クラリネット(CLANET)
- パーカッション(NOISE) - 3タイプのバリエーションがある（但し、B.G.M MODEのSTAGE 7以降はNOISEしか選べない）。
- ギター(GUITAR)
- アコーディオン(ACCORD)
- ミュート(MUTE)
- バイオリン(VIOLIN)
- チェロ(CELLO)
- ピチカート(PZICAT)
- オカリナ(OCARIN)
- 鉄琴(TEKKIN)
- ベース(BASS)
- ピッコロ(PICCOL)
- サインウェーヴ(SINEWV)
- スチールドラム(STLDRM)
- 小鳥(BIRD)

## スタッフ
- セディック
  - いずみひでき、石原恒和、岩井俊雄、桝山寛、三浦明彦、なかむらまきこ
- アスキー
  - はまだよしふみ、もりたつねお、あきもとしゅうじ、うえきょうよういち、やすだまさあき
- ゲーム・デザイン：岩井俊雄
- プログラム：デジタルエンタテインメント

## 評価
- ゲーム誌『ファミリーコンピュータMagazine』の読者投票による「ゲーム通信簿」での評価は以下の通りとなっており、15.58点（満25点）となっている[1]。

| 項目 | キャラクタ | 音楽 | 操作性 | 熱中度 | お買得度 | オリジナリティ | 総合  |
| 得点 | 3.01       | 3.83 | 2.61   | 2.73   | -        | 3.40           | 15.58 |

- ゲーム誌『ユーゲー』では、「ボタンを押すたびに奏でられる自分だけのメロディーは、音こそ貧弱なものの現在の音ゲーに引けを取るものではない」、「完全にクリアすると、自分の好きなように音楽を作ることも可能になるが、最終面が非常に難しくそれだけが少々残念な点である」と評している[2]。